# De vulgari eloquentia

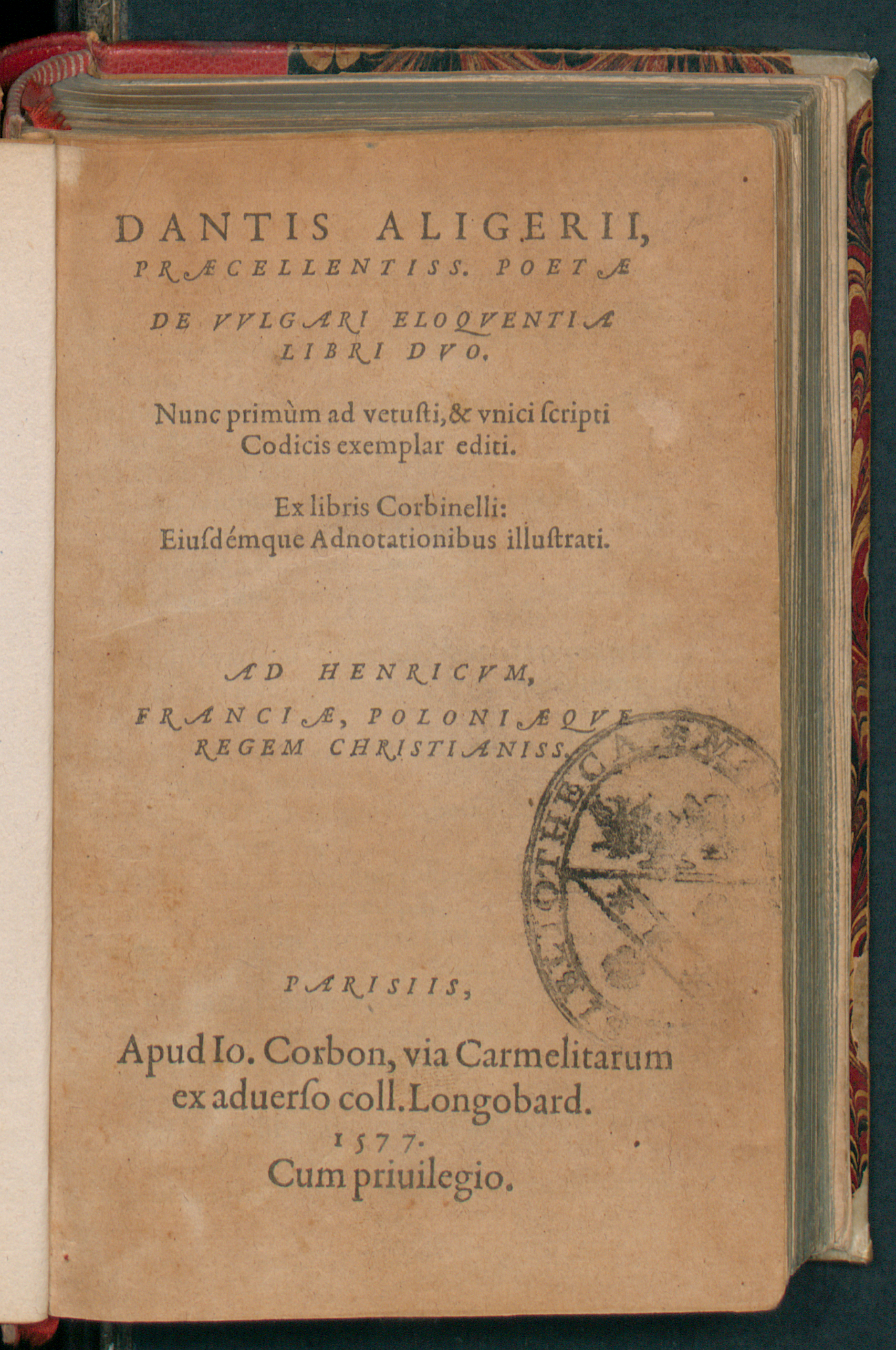
eerste gedrukte editie van De vulgari eloquentia, 1577

De vulgari eloquentia (Kerklatijn: [de vulˈgaːri eloˈkwɛntsja]; "Over de volkstalige welsprekendheid") is een werk geschreven door Dante Alighieri tussen 1302 en 1305, tijdens zijn ballingschap uit Firenze na beschuldiging van corruptie, afpersing en misbruik van overheidsmiddelen door de Zwarte Welfen. Het werk, geschreven in het Latijn, behandelt de mogelijkheid om een literaire eenheidstaal tot stand te brengen die alle Italiaanse dialecten overkoepelt. In deze context bespreekt Dante het statuut van de volkstalen (met inbegrip van de dialecten) in vergelijking met klassieke standaardtalen zoals het Latijn. De vulgari eloquentia zou aanvankelijk vier boeken omvatten, maar de tekst breekt abrupt af in het veertiende hoofdstuk van het tweede boek.
Dantes De vulgari eloquentia was op meerdere vlakken vernieuwend. Zoals hij zelf stelt in de eerste zin van het werk, had voor hem nog niemand een uiteenzetting geschreven over welsprekendheid in de Italiaanse volkstaal. Bovendien gaat hij in tegen de gangbare verheven status van het Latijn door te argumenteren dat de volkstaal ‘edeler’ is. Verder zijn verschillende taalopvattingen binnen het werk vernieuwend en invloedrijk geweest in de latere geschiedenis van taalbeschouwing. De vulgari eloquentia put tot op zekere hoogte uit meerdere tradities zoals literaire kritiek, poëtica, retoriek en speculatieve grammatica.

## Opbouw en inhoud

### Boek 1
In het eerste hoofdstuk van De vulgari eloquentia definieert Dante ‘de taal van het gewone volk’ als het onderwerp van het werk. Hij omschrijft die volkstaal als de taal die men als kind verwerft in zijn omgeving. Deze oorspronkelijke, natuurlijke taalvorm wordt door middel van imitatie geleerd zonder enige formele instructie. Dante onderscheidt de volkstaal van de ‘gramatica’ (steeds gespeld met één ‘m’), een artificiële taalvorm die enkel weggelegd is voor wie zich toelegt op de langdurige studie ervan. Deze centrale tweedeling is niet zozeer een onderscheid tussen de twee specifieke talen Italiaans en Latijn, als wel tussen twee soorten van taal, namelijk een natuurlijke en een gekunstelde variant. Het cruciale en revolutionaire aspect van dit onderscheid is Dantes opwaardering van de volkstaal. Hij stelt dat de volkstaal, die het onderwerp vormt van zijn werk, door haar natuurlijke, oorspronkelijke, instinctieve en universele karakter superieur is aan de artificiële en voornamelijk geschreven gramatica, die traditioneel hoger in aanzien stond.
Het tweede hoofdstuk draait om de afbakening van taal als een exclusief menselijke eigenschap, die dieren noch engelen bezitten. Dante stelt dat enkel de mens taal nodig heeft, omdat het doel van taal is om aan anderen in de geest gevormde concepten uit te leggen. Uit dat perspectief vloeit voort dat taalgebruik voor Dante een essentieel kenmerk is van de menselijke natuur dat de overdracht van gedachten tussen individuen mogelijk maakt om zo een sociale gemeenschap te vormen.
Vervolgens wordt in het derde hoofdstuk de aard van taal behandeld. Dante betoogt dat taal een tekensysteem is dat gebaseerd is op rationaliteit en perceptie. Het rationele karakter van het taalteken verwijst naar het mentale concept dat de spreker wil uitdrukken. De perceptie duidt op het conventionele klankbeeld (vooral in visuele betekenis) waarmee individuele mentale constructies overgebracht kunnen worden van de ene geest naar de andere.

Pieter Bruegel de Oude, de Toren van Babel

Van hoofdstuk vier tot zeven onderzoekt Dante hoe taal ontstaan is. Daarvoor biedt hij een overzicht van de Bijbelse herkomst van menselijke taal. Zoals gebruikelijk was in zijn tijd, baseert Dante zich daarvoor op de Bijbel en de geschriften van de Kerkvaders. Op basis van die bronnen stelt hij dat Adam de eerste taalgebruiker was toen hij bij zijn schepping אֵל (el), het Hebreeuwse woord voor God, uitsprak. Adam sprak dat woord uit in het Hebreeuws, een taal van goddelijke genade (Lat. gratia) die gesproken werd door al zijn afstammelingen tot aan de Babylonische spraakverwarring. Volledig in de lijn van de middeleeuwse traditie, wordt het Bijbelverhaal over de toren van Babel gebruikt om taaldiversificatie te verklaren. Na de Babylonische spraakverwarring verspreidden de mensen zich volgens Dante vanuit het Oosten naar de rest van de wereld.
Dante stelt in hoofdstuk acht dat wanneer deze mensen zich daarna op uiteenlopende plaatsen in Europa vestigden, een ydioma tripharium, een drievoudige volkstaal, ontstond. De drie taaltakken zijn vertegenwoordigd in Noord-, Zuid- en Oost-Europa. Binnen de variant die gesproken wordt in Zuid-Europa kan opnieuw een driedeling gemaakt worden op basis van het woord dat gebruikt wordt als bevestiging: oc, oïl of sì. Die verwante varianten kunnen volgens Dante geïdentificeerd worden met respectievelijk de taal van de Hispani, de Franci en de Latini of Italianen. Dit onderscheid is een van de vroegste uitspraken over een Romaanse taaleenheid.
Zijn observaties over taalvarianten en -verwantschap zetten Dante er vervolgens toe aan om in hoofdstuk negen op zoek te gaan naar de oorzaak van taalvariatie, die volgens hem niet alleen tot uiting komt op het niveau van naties, regio’s of steden maar zelfs binnen de muren van één enkele stad. Dante betoogt dat de talen van de mensheid na de Babylonische spraakverwarring inferieur waren aan het goddelijke Hebreeuws van Adam en zijn directe nakomelingen. Die imperfecte en inferieure toestand van de volkstaal resulteert, conform de middeleeuwse gedachte, in toenemende variatie doorheen tijd en ruimte. Dante vestigt de aandacht op het erg geleidelijke karakter van deze veranderingen, waardoor ze niet opvallen en sommige mensen zelfs niet geloven in taalverandering. Hij vergelijkt de verandering van een taal met het opgroeien van een jongeman. In tegenstelling tot de onveranderlijke gramatica, groeien volkstalen, passen ze zich aan en sterven ze uiteindelijk uit in een proces dat vergelijkbaar is met het opgroeien en ouder worden van de mens zelf.

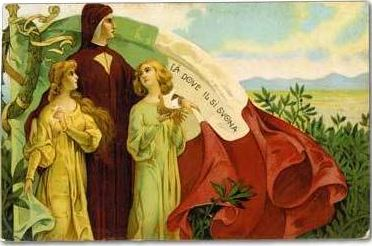
Postkaart uit het begin van de 20ste eeuw die de Italiaanse sì-taal looft met de afbeelding van Dante, vergezeld door de Italiaanse driekleur en een deel van zijn beroemde uitspraak "(van het mooie land) waar de 'sì' klinkt." (It. (del bel paese) là dove 'l sì suona)

In hoofdstuk tien neemt Dante de draad van de Zuid-Europese volkstalen weer op en classificeert hij de oïl-, oc-, en sì-talen enerzijds op basis van verwantschap met hun talige voorouder, het Latijn, en anderzijds op basis van het literaire genre waarvoor elke variant het beste geschikt is. De oïl-taal is met haar gemakkelijkere en aangename stijl het meest gepast voor volkstalig proza. De oc-taal daarentegen wordt door haar zoetere en meer afgewerkte vorm gebruikt door de Provençaalse troubadours voor volkstalige poëzie. Dantes voorkeur gaat echter uit naar de groep van de sì-taalvarianten omwille van twee redenen. Ten eerste zijn deze Italiaanse volkstalen volgens hem het best geschikt voor de compositie van zachtere en subtielere poëzie. Daarnaast zijn de sì-talen het nauwst verwant met de Latijnse gramatica, die aan de grondslag ligt van de drie Zuid-Europese volkstalen en het woord sic gebruikt als bevestiging. Hoewel dit argument de vraag oproept naar de oorsprong van de Latijnse gramatica, gaat Dante daar in De vulgari eloquentia niet verder op in.
In hoofdstuk elf van De vulgari eloquentia begint Dantes zoektocht naar de meest voortreffelijke variant van de Italiaanse volkstaal. Hij beschrijft die zoektocht als de jacht op een panter wiens geur men kan ruiken. Daarmee verwijst naar een ‘illustere’ volkstaalvariant, die zowel tegemoet komt aan de eisen van de poëzie als aan de culturele leemte op het Italiaanse schiereiland die veroorzaakt wordt door het gebrek aan één centrale zetel van politiek en cultureel gezag. Die politieke verdeeldheid ligt volgens Dante aan de basis van de socio-economische, culturele, intellectuele en morele crisis van zijn tijd, die opgelost moet worden door een revitalisatie van de poëtische tradities door middel van één volmaakte volkstaal. Bij die jacht moeten eerst ‘het verwarde struikgewas en de braamstruiken uit het bos weggesnoeid worden’(Lat. perplexos frutices atque sentes prius eiciamus de silva), waarmee Dante verwijst naar het selectieproces tussen de regionale volkstalen, waarbij de ongeschikte varianten afgewezen worden. In hoofdstukken elf tot vijftien wordt echter duidelijk dat geen enkele van de bestaande Italiaanse volkstaalvarianten voldoet aan Dantes poëtische en cultureel-politieke vereisten voor de volmaakte, ‘illustere’ volkstaal.
Hoofdstuk zestien beschrijft de volgende stap in de jacht op de ‘panter’, die volgens Dante zijn geur heeft achtergelaten in elke Italiaanse stad maar in geen enkele zijn thuis heeft gevonden. Als de geschikte ‘illustere’ volkstaal niet op één plaats gevonden kan worden, moet Dante haar zelf samenstellen op basis van de elementaire kenmerken van de verschillende taalvarianten in de Italiaanse steden, om zo vorm te geven aan één Italiaanse standaardvolkstaal die toebehoort aan heel Italië en waarmee alle regionale varianten vergeleken en overkoepeld kunnen worden.
Die standaardvolkstaal heeft volgens Dante vier kenmerken, die hij in politieke termen toelicht in hoofdstukken zeventien en achttien. Ten eerste moet de volmaakte volkstaal ‘illuster’ zijn. Daarmee bedoelt Dante dat ze onovertroffen moet zijn in kennis en kracht en in staat om taalgebruikers te verheffen in eer en glorie. Ten tweede is ze ‘kardinaal’, een term die Dante gebruikt om de vergelijking te maken met de functie van een deurhengsel (Lat. cardo). Een deur gehoorzaamt immers in het geheel aan haar hengsel en beweegt mee in de richting die het scharnier bepaalt. Op dezelfde manier staat de ‘kardinale’ volkstaal aan het hoofd van de bonte verzameling van Italiaanse volkstaalvarianten en bepaalt ze hun evolutie. Ten derde is ze ‘hoofs’, omdat indien Italië een koninkrijk zou zijn, ze aan het koninklijke hof gesproken zou worden, aangezien ze gemeenschappelijk is voor alle Italianen maar eigendom is van niemand. Tot slot is de ideale volkstaal ook ‘curiaal’, omdat ze –gesteld dat Italië een centraal tribunaal (Lat. curia) zou hebben– bekrachtigd zou worden voor het hoogste gerechtshof. In deze beschrijving van de illustere, kardinale, hoofse en curiale Italiaanse volkstaal wordt verder duidelijk dat Dante zich om meer bekommert dan enkel taal en literatuur: een geschikte standaardvolkstaal is niet alleen nodig voor een herleving van de Italiaanse cultuur en poëzie, maar ook voor een herstel van de politieke macht.
In het laatste hoofdstuk van het eerste boek omschrijft Dante de ‘illustere’ Italiaanse volkstaal ten slotte als de volkstaal die niet vereenzelvigd kan worden met het –lager aangeschreven– dialect van één stad of regio, maar toegankelijk is voor alle Italianen en toebehoort aan het Italiaanse schiereiland in zijn geheel. Deze standaardvolkstaal is de taal die gebruikt wordt door de vooraanstaande Italiaanse dichters, ongeacht of ze afkomstig zijn uit Sicilië, Apulië, Toscane, Romagna, Lombardije, of de Marken. Tot slot kondigt Dante aan dat hij in de volgende onderdelen van het werk zal ingaan op de vraag wie waardig is om deze taal te gebruiken, voor welk doel, op welke manier, waar, wanneer en voor welk publiek, alsook op de kwestie van de inferieure volkstaalvarianten. Deze programmatische ‘inhoudstafel’ bevestigt dat de De vulgari eloquentia, dat afbreekt in het veertiende hoofdstuk van het tweede boek, onafgewerkt is gebleven.

### Boek 2
Nadat hij in het eerste boek de poëtische en politieke noodzaak van een ‘illustere’ Italiaanse volkstaal heeft aangegeven, bespreekt Dante in het tweede boek de manier waarop de ideale volkstaal die hij voor ogen heeft, wordt aangepast aan de aard van de lyrische poëzie waarvoor ze gebruikt wordt. Op die manier wordt de structurele lijn van het meer algemene en abstracte naar het specifieke in het werk verdergezet. Het tweede boek van behandelt de techniek van dichterlijke compositie vanuit een didactische, encyclopedische en evaluatieve invalshoek. Dante bespreekt achtereenvolhgens geschikte poëtische onderwerpen (welzijn, liefde en deugdzaamheid), metrische vormen (canzone, sonnet, ballata), stijlen (tragisch, elegisch, komisch), types van verzen (verzen van elf, zeven of vijf lettergrepen), niveaus van 'opbouwstijl’ (Lat. gradus constructionum) (smaakloos; smaakvol; sierlijk; smaakvol en sierlijk; smaakvol, sierlijk en verheven) en woordenschatcategorieën (infantiel, vrouwelijk, viriel, rustiek, urbaan, gekamd, glanzend, ruig, onverzorgd). Vervolgens gaat hij in op de manieren waarop deze elementen gecombineerd kunnen worden binnen een canzone of een individuele strofe.
Dantes gedetailleerde bespreking van die poëtische elementen is telkens gebaseerd op enerzijds de absolute hiërarchie en anderzijds de relatieve gepastheid van de verschillende types. In eerste instantie maakt Dante bij de behandeling van elke categorie duidelijk welke varianten ontegenzeggelijk beter zijn dan andere, een evaluatie die ook tot het takenpakket van de dichter in kwestie behoort. Zo stelt Dante dat de ‘illustere’ volkstaal in principe het meest tot zijn recht komt bij gebruik van een canzone over welzijn, liefde of deugdzaamheid in tragische stijl, opgesteld in verzen van elf lettegrepen met een smaakvolle, sierlijke en verheven opbouw. Tegenover die absolute hiërarchische ordening staat het principe van gepastheid. Per poëtische categorie zijn verschillende types geschikt binnen andere dichterlijke contexten en vormen. De gepastheid van een woord of element binnen een bepaalde context overstijgt dan ook de eventuele hiërarchische inferioriteit tegenover andere, minder gepaste woorden of elementen. Een gedicht moet volgens Dante aan deze beide principes voldoen om geslaagd te zijn.
Na dat proces van ‘het verzamelen van de stokken en de touwen’ (Lat. preparatis fustibus torquibusque), waarmee hij de voorgaande poëtische elementen bedoelt, bespreekt Dante ‘het samenstellen van de roedebundel’ (Lat. fascis), waarmee hij verwijst naar de canzone. Vanaf hoofdstuk acht gaat hij uitvoerig in op de vormelijke, structurele en inhoudelijke aspecten van een canzone, de meest voortreffelijke dichtvorm in de volkstaal. In hoofdstuk veertien, waar Dante de bespreking van het gepaste aantal lijnen en lettergrepen per strofe aanvat, breekt de tekst echter abrupt af.

## Taalopvattingen
In De vulgari eloquentia zet Dante een aantal innovatieve taalopvattingen uiteen, die hebben bijgedragen tot het belang en succes van het werk doorheen de geschiedenis. Zijn vernieuwende stellingnames, invalshoeken en waardering van de Italiaanse volkstaal zijn invloedrijk geweest in de latere geschiedenis van de taalbeschouwing en de Renaissancistische ‘questione della lingua’. Hoewel een aantal van die taalopvattingen al van voor Dantes tijd dateren, heeft hij met De vulgari eloquentia bijgedragen tot hun formulering, verspreiding en invloed op het middeleeuwse en humanistische taaldenken. Hieronder volgt een overzicht van de voornaamste taalopvattingen die in het werk uiteengezet worden.

### Onderscheid tussen natuurlijke en artificiële taal
In het eerste hoofdstuk van De vulgari eloquentia onderscheidt Dante de locutio naturalis, of natuurlijke taal, van de locutio artificialis, de artificiële taal of gramatica. In de inleiding van het werk definieert hij de locutio naturalis, het onderwerp van zijn uiteenzetting, als de taal die kinderen door imitatie van hun omgeving verwerven, terwijl de locutio artificialis enkel verworven kan worden door langdurige studie en toewijding. Het belangrijkste verschil tussen beide soorten van taal is de veranderlijkheid. De locutio naturalis is als natuurlijk gegeven, net zoals de mens zelf, onderhevig aan verandering, terwijl de secundaire en exclusieve locutio artificialis onveranderlijk is. Het meest vernieuwende aspect in Dantes beschrijving van het onderscheid tussen natuurlijke taal en gramatica, is het waardeoordeel dat hij uitspreekt. In tegenstelling tot de gangbare opvatting dat de gramatica, en met name de artificiële klassieke talen, prestigieuzer is dan de natuurlijke volkstaal, stelt Dante dat net de locutio naturalis door haar oorspronkelijke, natuurlijke en universele karakter edeler is. Met deze stellingname droeg hij bij tot de status van de natuurlijke volkstaal, en specifiek het Italiaans, tegenover het artificiële Latijn, dat in die tijd de voertaal was voor wetenschappelijk-literair werk. Deze opwaardering van de Italiaanse volkstaal als ‘edeler’ dan het Latijn ligt aan de oorsprong van de Renaissancistische ‘questione della lingua’.

### Onderscheid tussen rationaliteit en perceptie
Dante stelt bij zijn behandeling van de aard van taal dat taal een tekensysteem is dat stoelt op rationaliteit enerzijds en perceptie anderzijds. De rationaliteit van het taalteken verwijst naar het mentale concept dat de spreker wil uitdrukken. De perceptie duidt op het conventionele klankbeeld waarmee de spreker de mentale constructies overbrengt naar anderen. Dante was niet de eerste die zo’n onderscheid maakte, aangezien Stoïcijnse geleerden al soortgelijke opdelingen van taal vooropstelden. Dantes omschrijving vertoont echter opvallende gelijkenissen met latere taalopvattingen die vandaag de dag nog steeds invloedrijk zijn. Zo doet Dantes opdeling van het signum (taalteken) in sensuale (visuele perceptie) en rationale (rationaliteit) denken aan Saussures onderscheid tussen signifiant en signifié als image acoustique en concept. In tegenstelling tot Saussure legt Dante in zijn uiteenzetting echter geen nadruk op de verbindingen tussen de verschillende taaltekens of hun positie binnen het taalsysteem.

### Onderscheid van de Romaanse talengroep
Bij zijn bespreking van de taalvariatie die de volkstalen in Europa typeert, maakt Dante een onderscheid tussen de verschillende talen op basis van het woord dat als bevestiging gebruikt wordt. Hij maakt in geografische termen een eerste opdeling tussen het Germaans, het Grieks en de Romaanse talengroep. Binnen de Romaanse talen onderscheidt Dante vervolgens de talen van de Hispani, die in het Occitaans en Catalaans het woord oc gebruiken, de Franci in Noordoost Gallië, die oïl gebruiken, en de Latini op het Italiaanse schiereiland, die sì gebruiken. Met deze onderverdeling van de Romaanse talen formuleerde Dante een van de vroegste indelingen van de Romaanse talengroep. Het onderscheid tussen langue d’oc en langue d’oïl wordt ook in de hedendaagse historische taalkunde nog gehanteerd om de volkstalen in het middeleeuwse Frankrijk te onderscheiden en beschrijven.

### Taalvariatie van de volkstalen
Dante stelt in De vulgari eloquentia dat taalvariatie niet enkel op het niveau van koninkrijken of keizerrijken bestaat, maar ook tussen verschillende regio’s, verschillende steden en zelfs binnen eenzelfde stad, zoals bijvoorbeeld het geval is in Bologna tussen de dialecten van de inwoners van Borgo San Felice enerzijds en Strada Maggiore anderzijds. Hoewel Dante veel aandacht besteedt aan de eerste oorzaak van die taalvariatie, namelijk de Babylonische spraakverwarring als bestraffing van God, is dat niet het meest vernieuwende aspect van zijn betoog. Het Bijbelverhaal van de Toren van Babel was in de middeleeuwen immers de gebruikelijke verklaring voor de veelheid aan bestaande talen. Naast het feit dat Dante in De vulgari eloquentia de eerste is die de Italiaanse dialecten systematisch identificeert, tegen elkaar afzet en rangschikt, is zijn opvatting van taalvariatie op verschillende niveau’s, van macroscopisch op nationaal niveau tot microscopisch binnen één stad, een belangrijke en invloedrijke innovatie in het middeleeuwse taaldenken.

### Standaardisatievan de Italiaanse volkstaal
Met De vulgari eloquentia streeft Dante naar één ‘illustere’ Italiaanse volkstaalvariant, die toebehoort aan heel Italië en als model kan dienen voor de regulatie van alle imperfecte regionale varianten. Dante wil deze overkoepelende standaardvolkstaal niet realiseren door de beste taalkundige elementen van de verschillende regionale volkstalen te selecteren, zoals Giangiorgio Trissino later zou in zijn herinterpretatie van De vulgari eloquentia, maar net door die varianten te zuiveren van hun talige imperfecties. De waaier aan Italiaanse volkstaalvarianten moet volgens Dante worden teruggebracht tot de meest elementaire taalkenmerken en de staat van zuiverheid waarin het Italiaanse idioom verkeerde voordat het zich verspreidde en diversifieerde. Met dit streven naar standaardisatie en purificatie van de volkstaal legde Dante in De vulgari eloquentia de basis voor de ontwikkeling van het Italiaans tot een gestandaardiseerde taal die geschikt is voor de compositie van literaire en intellectuele werken. Met deze impuls versterkte Dante de positie van de Italiaanse volkstaal in de ‘questione della lingua’ en beïnvloedde hij de ontwikkeling en standaardisatie van het moderne Italiaans.
Een tweede innovatief aspect van Dantes streven naar een standaardvolkstaal is de verbinding van standaardisatie met de vorming van een gemeenschappelijke nationale identiteit en cultuur. Dantes beweegreden voor de standaardisatie van het Italiaans was zijn overtuiging dat de politieke verdeeldheid en de culturele crisis van zijn tijd opgelost moest worden door middel van één gemeenschappelijke, volmaakte volkstaal om de poëtische tradities nieuw leven in te blazen. Dantes pleidooi voor één standaardtaal als bindmiddel voor natievorming en culturele vereniging inspireerde latere denkers en bewegingen in Europa. In de 19e en 20e eeuw ontstonden verschillende nationale taalbewegingen die streefden naar de optimalisatie en standaardisatie van hun volkstaal en de ontwikkeling van de volkstalige literatuur als instrument voor politieke en culturele identiteitsvorming. Dergelijke bewegingen hadden met de standaardisatie van hun volkstaal vaak gelijkaardige politiek-culturele doelstellingen als Dante in De vulgari eloquentia. Dante’s werk beïnvloedde in het bijzonder de Italiaanse taalbeweging die vanaf de 19e eeuw streefde naar een gemeenschappelijke standaardtaal voor het verenigde Italië.

## Bronnen

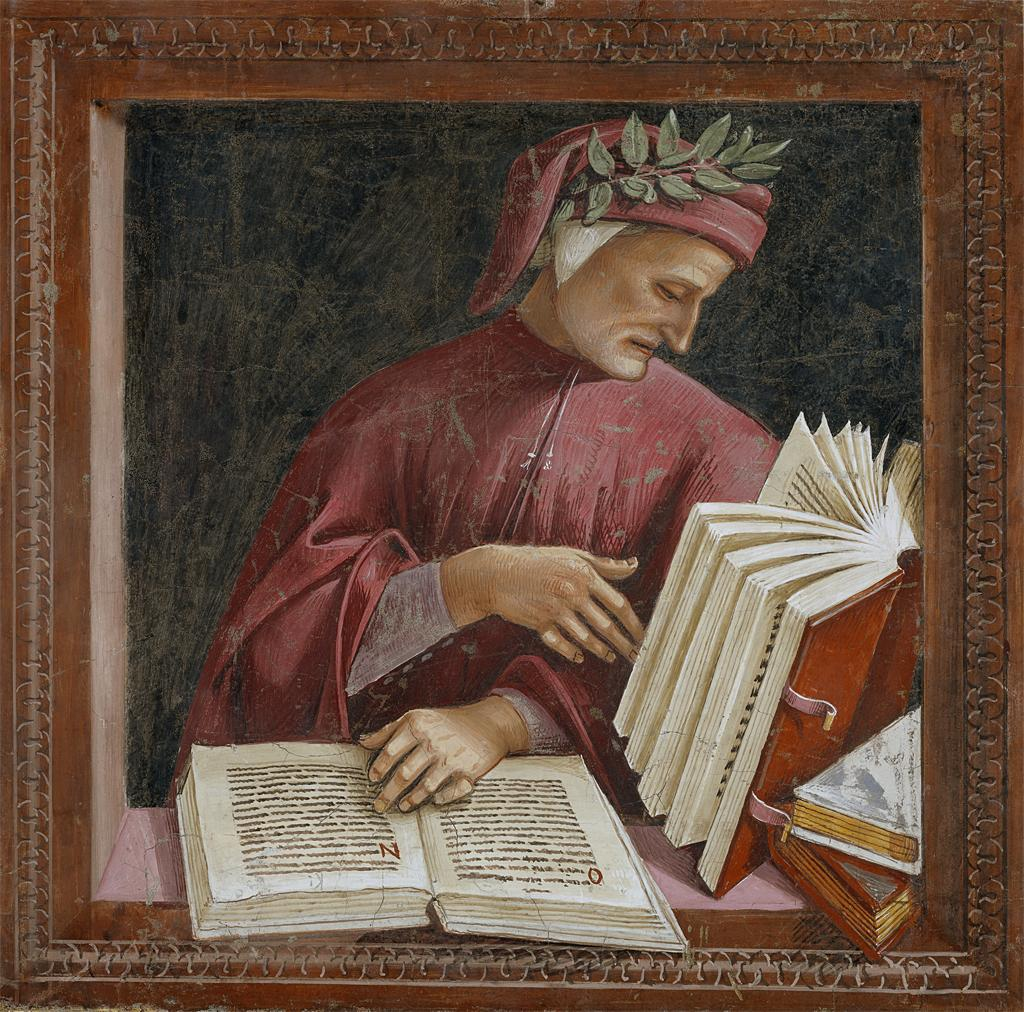
Dante Alighieri, detail van Luca Signorelli's fresco in de Kapel van San Brizio in de kathedraal van Orvieto

## Overlevering
Er zijn drie middeleeuwse manuscripten overgeleverd die de tekst van De vulgari eloquentia bevatten. Geen ervan is een autograaf.
- B (perkamenten manuscript, midden 14e eeuw): voorheen ondergebracht in de Berlin-Dahlem Staatsbibliothek, cod. Latinus Fol. 437, ff. 95r-98v. Nu ondergebracht in de universiteitsbibliotheek van Tübingen.
- G (papieren manuscript, eind 14e eeuw – begin 15e eeuw): ondergebracht in de Bibliothèque Municipale van Grenoble, n. 580.
- T (papieren manuscript, eind 14e eeuw – begin 15e eeuw): ondergebracht in de Biblioteca Trivulziana in Milaan, n. 1088. Van deze tekst werden in de 15e eeuw twee (gedeeltelijke) kopieën gemaakt, Reg. Lat. 1370 en Vat. Lat 4817, die beide ondergebracht zijn in de Vaticaanse Bibliotheek te Rome.

Uit het aantal overgeleverde manuscripten van De vulgari eloquentia uit de 14e en 15e eeuw kunnen we afleiden dat het werk niet meteen populair was. Een vergelijking met de overlevering van Dantes meest bekende werk, de Divina Commedia, dat meer dan achthonderd manuscripten telt, plaatst die van De vulgari eloquentia in perspectief. In de 16e eeuw werd het werk echter herontdekt door de Italiaanse humanisten, waaronder Gian Giorgio Trissino. Na deze herontdekking verschenen de eerste gedrukte edities van de tekst, waaruit blijkt dat het werk onder impuls van het opkomende humanisme aan populariteit en succes won. Trissino gaf in 1529 de eerste gedrukte editie van het werk uit, opvallend genoeg in Toscaans-Italiaanse vertaling. Die keuze voor een Italiaanse vertaling van de oorspronkelijke Latijnse tekst kan in verband gebracht worden met Trissino’s humanistische doelstelling om, geïnspireerd door Dante, de Italiaanse volkstaal op te waarderen. Voor zijn vertaling maakte Trissino gebruik van het bovengenoemde manuscript T uit Milaan. De eerste gedrukte editie van de Latijnse tekst van De vulgari eloquentia werd in 1577 uitgegeven in Parijs door Jacopo Corbinelli. Voor die uitgave baseerde Corbinelli zich op het manuscript G uit Grenoble.

### Nawerking
Dantes vernieuwende taalopvattingen, die hierboven reeds besproken werden, kenden vanaf de 16e eeuw een nawerking in het humanistische en renaissancistische taaldenken waarvan sommige aspecten ook in de latere taalbeschouwing merkbaar bleven.
Vooral Dantes opwaardering van de volkstaal tegenover de Latijnse gramatica, die traditioneel hoger aanzien genoot, heeft het denken van de Italiaanse renaissancisten beïnvloed. Toen Gian Giorgio Trissino in 1529 zijn Italiaanse vertaling van De vulgari eloquentia publiceerde en zo Dantes ideaal van één ‘illustere’ standaardvolkstaal opnieuw onder de aandacht bracht, ontstond er discussie tussen de Italiaanse geleerden over de vraag welke taal gebruikt moest worden voor literaire en intellectuele teksten. Dit vraagstuk wordt de ‘questione della lingua’ genoemd. Enerzijds rees de vraag of de Italiaanse volkstaal geschikt was voor wetenschap, literatuur en cultuur, of dat het Latijn, de gangbare intellectuele voertaal, nog steeds de voorkeur verdiende. In het eerste geval moest worden bepaald welke volkstaalvariant de meest geëigende was. In dit vraagstuk speelde de De vulgari eloquentia een belangrijke rol. De argumenten voor een Italiaanse standaardvolkstaal en Dantes status als il Sommo Poeta (de opperste dichter) versterkten de positie van de volkstaal binnen de ‘questione della lingua’. Daarnaast heeft Dantes pleidooi voor standaardisatie van de volkstaal door middel van zuivering, eerder dan van selectie van de beste taalelementen uit de regionale volkstaalvarianten, de standpunten van de verschillende stromingen in de discussie beïnvloed. Wanneer de ‘questione della lingua’ vanaf de negentiende eeuw een heropleving kende onder impuls van de Italiaanse eenwording en het bijbehorende streven naar een verenigde Italiaanse taal, ontstond er opnieuw discussie over de interpretatie van Dantes ‘illustere’ volkstaal en de taalopvattingen die uiteengezet worden in het werk. Op die manier was Dantes De vulgari eloquentia een invloedrijke kracht binnen de discussie over de Italiaanse standaardvolkstaal, die zich uitstrekte van de 16e tot de 20e eeuw.
Ook in de moderne populaire cultuur leeft de De vulgari eloquentia door. Zo kwam in 2010 het gelijknamige Italiaanse bordspel van Mario Papini uit, waarbij spelers ‘Volgare-punten’ moeten verzamelen door in het spel manuscripten te vergaren of hun politiek-culturele status te verhogen.